# Karl Oljemark
Karl Teodor Oljemark, född 25 juli 1870 i Sibbo, död 7 mars 1955 i Helsingfors, var en finländsk folkhögskoleföreståndare.
Oljemark blev filosofie kandidat 1892. Han var 1892–1995 föreståndare för Borgå folkhögskola och 1895–1925 för Västankvarns lantmanna- och folkhögskola samt därefter fram till 1938 lektor i matematik vid Nykarleby seminarium. Han var ledamot av den första enkammarlantdagen 1907–1908 (SFP) och innehade 1911–1925 ordförandeposten i Ingå kommunalfullmäktige.
Han utgav mindre hembygdshistoriska arbeten om Ingå och Sibbo socknar samt skrev artiklar om skolfrågor och ungdomsarbete i den svenska dagspressen. 1890 grundade Oljemark i Sibbo kyrkby en av de första ungdomsföreningarna i Nyland.